# 小山路男
小山 路男（こやま みちお、1921年1月3日 - 1995年1月10日）は、日本の社会保障学者。学位は、経済学博士（関西学院大学）。横浜市立大学経済研究所所長、上智大学社会福祉学科教授、社会保障研究所（現国立社会保障・人口問題研究所）所長などを歴任。

## 人物・経歴
東京府東京市本郷区（現・東京都文京区本郷）生まれ。1941年(昭和16年)東京商科大学（現一橋大学）予科卒、1943年(昭和18年)同学部卒、1945年(昭和20年)同大学院特別研究生修了、東京産業大学助手。
1950年(昭和25年)横浜市立大学経済研究所助教授、1964年(昭和39年)教授。
1965年(昭和40年)「イギリス救貧法史論」で関西学院大学より経済学博士の学位を取得。
1972年(昭和47年)横浜市立大学経済研究所所長。1976年(昭和51年)上智大学文学部社会福祉学科教授、1981年(昭和56年)定年退任、社会保障研究所（現国立社会保障・人口問題研究所）理事。
1986年(昭和61年)福武直の後任として所長、1990年(平成2年)顧問。1985年(昭和60年)老人保健審議会会長。この間社会保障研究所専門委員、財団法人厚生統計協会委員、中央社会福祉審議会委員、社会保険審議会委員、社会保険労務士試験委員などを歴任した。1991年(平成3年)、勲三等旭日中綬章を受章。1995年(平成7年)1月10日、心筋梗塞のため死去、従四位。

## 著書
- 『イギリス救貧法史論』日本評論新社 1962
- 『現代医療保障論』社会保険新報社 1969
- 『西洋社会事業史論』光生館 社会福祉選書 1978

### 共編著
- 『社会保険事典』氏原正治郎,簗誠共編 社会保険新報社 1968
- 『社会保障論』佐口卓共編 有斐閣双書 1968
- 『経済発展と福祉社会』藤沢益夫共編著 社会保険法規研究会 1972
- 『社会保障教室 国民生活の安定と福祉を求めて』山本正淑共編 有斐閣選書 1975
- 『福祉国家の生成と変容』編著 光生館 1983
- 『明日の医療 8 医療保障』編 中央法規出版 1985
- 『戦後医療保障の証言』編著 総合労働研究所 1985
- 『戦後福祉の到達点（明日の福祉）』仲村優一共編著 中央法規出版 1988